# Oswald Collmann
Oswald Collmann (ur. 26 czerwca 1845 w Marburgu, zm. 1 sierpnia 1912 w Polanicy Zdroju) – niemiecki bibliotekarz, nauczyciel, filolog i historyk. Dyrektor Biblioteki Raczyńskich w Poznaniu.

## Życiorys
Ukończył studia na Uniwersytecie w Marburgu (historię, filologię angielską oraz francuską). Pracował jako nauczyciel w kilku szkołach na ziemiach pozostających ówcześnie na terytorium wschodnich Prus, m.in. w Międzyrzeczu. Od 1877 w Poznaniu, gdzie nauczał w Gimnazjum Bergera. Od 1902 dyrektor (pierwszy bibliotekarz) Biblioteki Raczyńskich. Wprowadzony na to stanowisko wbrew Aktowi założenia i wbrew protestom rodziny Raczyńskich - był pierwszym dyrektorem spoza Wielkiego Księstwa Poznańskiego i pierwszym Niemcem na tym stanowisku. Podczas pełnienia swojej funkcji uporządkował księgozbiór, przeprowadził skontrum zbiorów i zreorganizował sposoby pracy w instytucji. Ponadto unowocześnił obiekt i jego działalność: otworzył placówkę w godzinach przedpołudniowych, uruchomił drugą czytelnię, zwiększył powierzchnie magazynowe, wprowadził poprawki do katalogu Maksymiliana Sosnowskiego, a także opracował własny katalog - Posnaniensia. Wydał drukiem katalog dubletów.